# Tommaso Salvadori
Tommaso Salvadori (30 de septiembre de 1835 - 9 de octubre de 1923) fue un médico, y ornitólogo italiano. (Conte Adelardo Tommaso Salvadori Paleotti o Conte Tommaso Salvadori Adlard).
En 1860, participó en la Expedición de los Mil, como oficial médico.
Viajó en Europa, visitando: París, Londres, Países Bajos, Berlín (1877). Entre 1890-91 trabajó para el Museo Británico British Museum de Londres.
Lophura inornata es una especie descrita por Salvadori.

## Obra
- "Monografia del Gener Ceyx Lacépède" Torino (1869) (Atti della R. Accademia delle Scienze)
- "Nuove specie di uccelli dei generi Criniger, Picus ed Homoptila Nov. Gen." Torino (1871) (Atti della R. Accademia delle Scienze)
- "Intorno al Cypselus horus" Torino (1872) (Atti della R. Accademia delle Scienze) coautore: O. Antinori
- "Intorno ad un nuovo genere di Saxicola" Torino (1872) (Atti della R. Accademia delle Scienze) coautore: O. Antinori
- "Nuova specie del Genere Hyphantornis" Torino (1873) (Atti della R. Accademia delle Scienze) coautore: O. Antinori
- "Di alcune specie del Genere Porphyrio Briss." Torino (1879) (Atti della R. Accademia delle Scienze)
- "Ornitologia della Papuasia e delle Molucche" Torino (1879) (Atti della R. Accademia delle Scienze)
- "Osservazioni intorno ad alcune specie del Genere Collocalia G.R. Gr." Torino (1880) (Atti della R. Accademia delle Scienze)
- "Collezioni ornitologiche fatte nelle isole del Capo Verde da Leonardo Fea" Annali Museo Civico di Storia Naturale di Genova (2) 20: 1-32. (1899)
- Catalogue of the Psittaci, or parrots, in the collection of the British museum" London (1891)
- "Catalogue of the Columabe, or pigeons, in the collection of the British museum" London (1893)
- "Catalogue of the Chenomorphae (Palamedeae, Phoenicopteri, Anseres) Crypturi and Ratitae in the collection of the British Museum" London (1895)
- "Due nuove specie di Uccelli dell' Isola di S. Thomé e dell'Isola del Principe raccolte dal sig. Leonardo Fea" Bolletino della Società dei Musei di Zoologia ed Anatomia comparata della R. Università di Torino (1901)
- "Uccelli della Guinea Portoghese raccolti da Leonardo Fea" Annali del Museo Civico di Storia Naturale di Genova (1901)
- "Caratteri di due nuove specie di Uccelli di Fernando Po" Bolletino della Società dei Musei di Zoologia ed Anatomia comparata della R. Università di Torino (1903)
- "Contribuzioni alla ornitologia delle Isole del Golfo di Guinea" Memorie della Reale Academia delle Scienze di Torino, serie II, tomo LIII (1903)
  - I - Uccelli dell'Isola del Principe
  - II - Uccelli dell'Isola di San Thomé
  - III - Uccelli di Anno-Bom e di Fernando Po

## Honores

### Eponimia
A su memoria fue creado el Museo di Scienze Naturali "T. Salvadori" di Fermo, utilizando como base su colección de ornitología, donada al mismo.
Género de aves
- (Anatidae) Salvadorina Rothschild y Hartert, 1894

Especies
- Psittaculirostris salvadorii
- Cryptospiza salvadorii

## Abreviatura (zoología)
La abreviatura Salvadori  se emplea para indicar a Tommaso Salvadori como autoridad en la descripción y taxonomía en zoología.